# Peromyscus melanurus
Peromyscus melanurus és una espècie de mamífer rosegador de la família dels cricètids. És endèmic dels vessants pacífics de la Sierra Madre del Sur (Mèxic), on viu a altituds d'entre 700 i 1.900 msnm. Els seus hàbitats naturals són els boscos caducifolis tropicals de plana i els boscos de pins i roures. Està amenaçat per la transformació del seu medi per a usos agrícoles. El seu nom específic, melanurus, significa ‘cuanegre’ en llatí.